# 陕西华溪蟹
陕西华溪蟹（学名：Sinopotamon shensiense）为溪蟹科华溪蟹属的动物。在中国大陆，分布于陕西、四川、湖北、山西、河南、甘肃等地，常栖息于山区溪流石块下。其生存的海拔范围为200至1000米。